# Субкарлик
Субкарлики — зорі, розташовані на діаграмі Герцшпрунга-Рассела нижче від головної послідовності поля нормальних карликів.
У Йєркській класифікації субкарликів називають також зорями VI класу світності. Їх позначають або за допомогою префікса sd (від англ. subdwarf — субкарлик) перед спектральним класом (наприклад, sdK2), або зазначають клас світності (наприклад, К2 VI).
Відомо два типи субкарликів: 1) гарячі субкарлики; 2) субкарлики пізніх спектральних класів sdF-sdK, які називають просто субкарликами.
Природа субкарликів і гарячих субкарликів суттєво відрізняється. Головна ознака за якою їх розрізняють — дефіцит металів. Субкарлики, у яких дефіцит металів порівняно з Сонцем перевищує 10 разів, називають екстремальними, а субкарлики з меншим дефіцитом — проміжними. Екстремальні належать до зір гало, проміжні частково також належать до зір гало, а частина їх є зорями старого населення диска. 

## Гарячі субкарлики
Гарячі субкарлики — субкарлики спектральних класів О і В. Температури таких зір є в діапазоні приблизно від 20 000 до 100 000 К, а світності охоплюють діапазон від 10 до 104 L☉. Феноменологічно гарячих субкарликів відносять до продовження горизонтального відгалуження в бік високих температур. Фотометрія і спектральний аналіз дають змогу виділити три підгрупи гарячих карликів:
- sdO-зорі, які мають сильні лінії гелію. Такі зорі мають дуже малий вміст водню, у деяких взагалі не виявлено навіть його слідів. Їхні температури вищі від 40 000 К.
- sdOB-зорі, у яких лінії гелію слабкі, або їх взагалі не видно при низькій роздільності, хоча їхній колір типовий для О-зір. Займають проміжне положення як за температурами, так і за вмістом гелію.
- sdB-зорі — В-зорі зі слабкими лініями гелію. Вони мають малий вміст гелію, його частка за кількість атомів у деяких з них становить лише 0.001. Їхні температури є в діапазоні 20 000 — 30 000 K.

За еволюційним статусом гарячі субкарлики поділяють на дві групи sdO- i sdOB-зорі. Еволюційний статус sdO-зір, напевне, аналогічний до еволюційного статусу ядер планетарних туманностей: тобто це зорі на стадії після асимптотичного відгалуження гігантів (АВГ). Проте sdO-зорі відрізняються від ядер планетарних туманностей дещо меншою масою.
Попередники sdB- i sdBO-зір, очевидно мають на горизонтальному відгалуженні маломасивну М≤0.02M☉ оболонку і тому після цього відгалуження не досягають асимптотичного відгалуження гігантів, а повертають і еволюціонують у бік sdOB-зір.
Гарячі субкарлики закінчують еволюцію як білі карлики з масою М ≤0.55M☉, а гарячі субкарлики підкласів sdB i sdBO — як білі карлики з масою М≤0.50M☉